# Малая Юнга (деревня)
Малая Юнга (мар. Изи Йынгы) — деревня в Горномарийском районе Республики Марий Эл. Входит в состав Троицко-Посадского сельского поселения.

## География
Находится в юго-западной части республики Марий Эл на левом берегу реки Малая Юнга, на расстоянии приблизительно 8 км на юг от районного центра города Козьмодемьянск и в 4,5 км по прямой к юго-востоку от центра поселения, села Троицкий Посад.

## История
Деревня была основана как выселок в 1927 году марийцами из деревни Коптяково и соседних селений. Изначально он относился к Красноволжскому сельсовету Козьмодемьянского кантона и Аксаевскому церковному приходу. В 1928 году было организовано товарищество по совместной обработке земли «Малая Юнга», затем преобразованное в одноимённый колхоз, позднее вошедший в состав колхоза «Перелом». В 1933 году в деревне насчитывалось 32 человека, а в 1940 году — 37 человек в 7 дворах.
7 человек из деревни сражались на фронтах Великой Отечественной войны, из них двое погибли, 5 человек вернулись домой.
В 1950-х годах деревня входила в состав колхоза им. Ворошилова, с 1970-х годов — в составе совхоза «Волга». По переписи 1970 года в деревне проживал 21 человек (10 мужчин, 11 женщин), по переписи 1979 года — 28 человек (12 мужчин, 16 женщин).
На 1 января 2001 года в деревне было 6 жилых дворов, в которых по данным текущего учёта проживало 18 человек (10 мужчин и 8 женщин), из которых 3 человека работали в СПК «Волга», ещё 2 человека работали в других хозяйствах. Жители держали 4 коровы, 3 овцы, 2 свиньи и 30 голов домашней птицы.

## Население
По переписи 2002 года население составляло 17 человек (8 мужчин и 9 женщин, горные марийцы — 94 %), по переписи 2010 года — 4 человека (3 мужчины и 1 женщина). По переписи 2021 года — без населения. Были распространены фамилии Артемьев, Веюков, Гусанин, Епрушкин, Соснов, Троицкий, Цветков, Ямолкин и другие.

## Инфраструктура
В деревне по данным администрации на 1 января 2023 года находится 6 индивидуальных жилых домов общей площадью 190 м², в которых проживает 9 человек. Также здесь находится Аксаевский сельский клуб, рядом с которым стоит обелиск павшим в годы Великой Отечественной войны, и Чекеевская сельская библиотека площадью 36 м² с 5641 единицей хранения. Централизованное водоснабжение отсутствует. Единственная улица — Центральная протяжённостью 0,3 км с грунтовым покрытием.